# غيرترود بوستيل موسيل
غيرترود إيميلي هيكس بوستيل موسيل (بالإنجليزية: Gertrude Bustill Mossell)‏ (3 يوليو 1855 – 21 يناير 1948)، كانت صحفية، وكاتبة، ومعلمة، وناشطة أمريكية أفريقية. عملت محررةً لقسم المرأة في صحيفة نيويورك إيج منذ عام 1885 وحتى عام 1889، ولصحيفة إنديانابوليس وورلد منذ عام 1891 وحتى عام 1892. دعمت بشدة تطوير صحف للسود وشجعت المزيد من النساء على الدخول في مجال الصحافة.

## نشأتها وتعليمها
وُلدت غيرترود في فيلادلفيا، بنسيلفانيا في 3 يوليو عام 1855، لوالدتها إيميلي روبنسون ووالدها تشارلز هيكس بوستيل. وُلدت في عائلة أمريكية أفريقية بارزة، وعمل جدها الأكبر سايروس بوستيل خبازًا في قوات جورج واشنطن. بعد الثورة الأمريكية، حافظ على مخبز ناجح في فيلادلفيا وشارك في تأسيس أول جمعية مساعدة متبادلة للسود في أمريكا، وهي جمعية الأفارقة الأحرار. تُعد عمة غيرترود الكبرى، المؤيدة لإلغاء العبودية والمعلمة غريس بوستيل دوغلاس، وابنة غريس، الناشطة والفنانة سارة مابس دوغلاس، من بين العديد من أفراد عائلة بوستيل الآخرين المميزين.
شجع والد موسيل تعليمها منذ سن مبكرة. التحقت بمدرسة عامة في فيلادلفيا، وبمعهد الشباب الملونين، وبمدرسة روبرت فو غرامر. طُلب منها عند تخرجها إلقاء خطاب التخرج. كان عنوان الخطاب «التأثير»، وأُعجب به المطران هنري مكنيل تيرنر، وهو محرر الصحيفة الميثودية الأسقفية الأفريقية ذا كريستيان ريكوردر. نشر مكنيل الخطاب ودعا موسيل لتشارك بكتابة الشعر والمقالات في الصحيفة.

## مسيرتها المهنية في الصحافة والكتابة
بعد تخرجها في مدرسة روبرت فو غرامر، درّست لعدة سنوات في مدرسة في فيلادلفيا ومدينة كامدن، نيوجيرسي.
بدأت موسيل في نفس الوقت بالعمل على إيصال صوتها بصفتها صحفية. عملت كاتبةً في عدة صحف ومجلات، بما فيها صحيفة إيه إم إي تشيرش ريفيو، وفيلادلفيا تايمز، وفيلادلفيا إيكو، وذي إندبندنت، ووومنز إيرا، وذا كولورد أميريكان ماغازين. كانت محررةً في قسم المرأة لصحيفة نيويورك إيج منذ عام 1885 وحتى عام 1889 ولمجلة إنديانابوليس وورلد منذ عام 1891 وحتى عام 1892.
رغم أنها كتبت لجرائد كل من السود والبيض خلال مسيرتها المهنية، ركزت مقالات موسيل غالبًا على قضايا خاصة بالنساء السوداوات. قدم عمودها «قسم المرأة لدينا» المروج له على الصعيد الوطني نصائحَ عملية حول المسؤوليات المنزلية وفضائل التدبير والواقعية. بدأ كل عمود من الأعمدة، التي عُرض العديد منها في الصفحة الأولى، بالملاحظة التالية من المحرر: «سيكون الهدف من هذا العمود هو دعم النسوية الحقيقية، خصوصًا تلك المتعلقة بالعرق الأفريقي. سيُمنح التشجيع المذكور سابقًا لكل تطور ناجح أو حاجة لنسائنا». دُعي القراء ليكتبوا مباشرةً إلى موسيل على عنوان منزلها.
غطت أيضًا العديد من القضايا السياسية والاجتماعية، حيث استخدمت منبرها لدعم المساواة العرقية، وخصوصًا في مجال العمل. حثّت بشكل متكرر عددًا أكبر من النساء السود للدخول في مجال الصحافة. كانت داعمةً صريحةً وبشكل تام لحق النساء في الانتخاب ونددت بالأسطورة التي تقول إن النساء اللواتي يكافحن من أجل حق التصويت سيبقين دون زواج. كتبت قائلةً: «أعطِ النساء سلطة أكبر في مناصب الحكومة إذا كان الهدف هو السلام والازدهار».
في عام 1894، نشرت كتابها أعمال المرأة الأفريقية الأمريكية، وهو مجموعة من ثمانية مقالات وسبعة عشر قصيدة تناولت إنجازات النساء السوداوات في مجموعة من المجالات. في ما يتعلق بقرارها بنشر عملها باسمها بعد الزواج، قدم الباحث جوان براكستون شرحًا لذلك قائلًا: «باتباع إستراتيجية الحياء العام هذه، أشارت الكاتبة إلى رغبتها في الدفاع عن نسوية السود والاحتفال بها دون الإخلال بالتوازن الحساس في علاقات الذكور والإناث السود أو تحدي السلطة الذكورية».
في عام 1902، ألّفت كتابًا لأطفال مدارس الأحد بعنوان اليوم الوحيد لدانسي الصغيرة في مدرسة الأحد.
شاركت غيرترود بوستيل موسيل أيضًا في العمل المدني، وقادت حملة لجمع التبرعات لمستشفى ومدرسة تدريب فريدريك دوغلاس التذكاريين، اللذين افتُتحا في عام 1895. جمعت 30 ألف دولار أمريكي، وتابعت عملها رئيسةً للخدمة الاجتماعية المساعِدة الخاصة بها. تضمنت نشاطاتها المدنية الأخرى تنظيم فرع فيلادلفيا للمجلس الوطني الأمريكي الأفريقي.

## حياتها الشخصية
في عام 1880، تزوجت موسيل بطبيب فيلادلفيا القيادي نيثان فرانسيس موسيل. كان لديهما طفلتان هما فلورنس وماري. توفي طفلان آخران لهما في سن الطفولة.
توفيت موسيل في 21 يناير عام 1948 عن عمر ناهز 92 عامًا في فيلادلفيا، بنسيلفانيا.